# Moloko (film)
Moloko (Молоко) è un film del 2021 diretto da Karen Oganesjan.

## Trama
Il film si svolge nella città di Kirovsk, dove vive una ragazza di nome Zoja che, grazie all'aurora boreale, acquisisce la capacità di cambiare il destino delle persone.